# Donaghmede
Donaghmede (iriska: Domhnach Mide) är en stadsdel i Irlands huvudstad Dublin, 9 km nordost om stadens centrum. Donaghmede ligger 18 meter över havet och antalet invånare är 15 299.